# Пінгвін новозеландський
Пінгві́н новозел́андський, (Eudyptes pachyrhynchus) — вид птахів з роду червонодзьобий пінгвін родини пінгвінових. Має 2 підвиди.

## Опис
Загальна довжина коливається від 50 до 70 см, вага 2-5 кг (самці — 3-5 кг, самиці — 2,5-4,8 кг). Статевий диморфізм майже не виражений: самиці відрізняються лише тим, що мають трохи менший дзьоб. Голова чорного кольору. Оперення на спині чорне, на животі — біле. Позаду очей, в районі скронь, розташоване пір'я яскраво-жовтого кольору. На щоках присутні білі смужки.

## Розповсюдження
Мешкає на островах Нової Зеландії, прибережних до них островів — острові Стюарт і острові Соландер.
Популяція цих пінгвінів, згідно з оцінками фахівців, налічує 5-10 тисяч пар. Але є й інша точка зору, що популяція їх набагато менше, всього близько 1 тисячі пар.

## Спосіб життя
Пінгвіни цього виду відрізняються своєю лякливістю. Вони воліють облаштовувати свої гнізда по берегах фіордів і заток, звідки і пішла їх друга назва. Місця вони обирають лісисті, з вологим кліматом, але при цьому не рідкісні випадки, коли ці пінгвіни відкладають яйця прямо біля коріння дерев.
Статева зрілість настає у 5 років. Розмноження відбувається у червні-липні. У липні самиця відкладає 2 яйця блідо-зеленого кольору. Самиця та самець почергово висиджують яйця. Пташенята вилуплюються через 30-36 днів.

## Підвиди
- Eudyptes pachyrhynchus atratus
- Eudyptes pachyrhynchus pachyrhynchus